# Pays du Lunévillois
Le pays du Lunévillois est un Pôle d'équilibre territorial et rural et anciennement un pays du département de Meurthe-et-Moselle. Primitivement organisé en GIP, il est à partir de décembre 2005 constitué en syndicat mixte. Son territoire correspond à celui de l'arrondissement de Lunéville. 

## Composition
En 2025 il regroupait 159 communes et 4 EPCI, soit 75 699 habitants,.

### Communautés de communes
- Communauté de communes du Territoire de Lunéville à Baccarat
- Communauté de communes Meurthe, Mortagne, Moselle
- Communauté de communes de Vezouze en Piémont
- Communauté de communes du Pays du Sanon